# 大塚堅之助
大塚 堅之助（おおつか けんのすけ、1882年（明治15年）7月2日 - 1962年（昭和37年）11月22日）は、日本の陸軍軍人。最終階級は陸軍中将。

## 経歴
愛知県出身。1902年（明治35年）11月、陸軍士官学校（14期）を卒業し、翌年6月、歩兵少尉に任官。1913年（大正2年）11月、陸軍大学校（25期）を卒業し、陸軍歩兵学校に配属された。
1924年（大正13年）8月、歩兵大佐に昇進し、陸軍戸山学校教官となり、さらに同校教育部長を務める。1926年（大正15年）7月、歩兵第33連隊長に就任。1928年（昭和3年）3月、第1師団参謀長に転じた。
1930年（昭和5年）3月、陸軍少将に進級し歩兵第16旅団長に就任。1931年（昭和6年）3月、近衛歩兵第1旅団長に転じた。第16師団司令部付を経て、1933年（昭和8年）3月、台湾軍参謀長となる。
1934年（昭和9年）1月、第7師団留守司令官に就任し、同年3月、陸軍中将に進んだ。1935年（昭和10年）3月に待命、そして予備役編入となった。
1947年（昭和22年）11月28日、公職追放仮指定を受けた。

## 栄典
位階
- 1929年（昭和4年）12月28日 - 正五位
- 1934年（昭和9年）3月15日 - 従四位[6]

勲章
- 1940年（昭和15年）8月15日 - 紀元二千六百年祝典記念章[7]